# Győry Emil
Győry Emil névvariáns: Győri (Pélmonostor, Jugoszlávia, 1937. augusztus 10. – Pécs, 2014. július 15.) Jászai Mari-díjas magyar színész, érdemes művész.

## Életrajz
Gyermekkorában települt át családjával Pécsre. A pécsi Nagy Lajos Gimnáziumban érettségizett 1955-ben. A Színház- és Filmművészeti Főiskola elvégzése után 1961-ben Békéscsabára szerződött, 1963-tól a Szolnoki Szigligeti Színház, majd 1964 és 1988 között a Pécsi Nemzeti Színház tagja volt, egyben a Magyar Rádió Pécsi Stúdiója szerb-horvát tagozatának munkatársaként dolgozott. 1988-tól ismét a Szolnoki Szigligeti Színház művésze volt. 1993-tól – a rövid életű – Művész Színház társulatának tagja volt. Különös orgánummal megáldott színész, akinek értelmi és érzelmi összhangban lévő játéka tudatos szerepformálás eredménye.

## Színpadi szerepei

### Katona József Színház
- Molière: Az úrhatnám polgár....A tanár tanítványa

### Ódry Színpad
- Benedek Katalin: Idegen utcában....Edit
- Tennessee Williams: Ez a ház lebontandó....Tom
- Peter Zvon: Sírva vígadunk....Péter, Királyék fia
- Johann Nestroy–Heltai Jenő: Lumpáciusz Vagabundusz avagy a három jómadár....Fludribusz, az első mágus fia

### Békés Megyei Jókai Színház
- George Bernard Shaw: Warrenné mestersége....Frank
- Victor Hugo: Marion De Lorme....Didier
- Bartos Ferenc–Baróti Géza: Mindent a mamáért....Bojtor, újságíró
- Csizmarek Mátyás–Semsei Jenő–Nádassi László: Érdekházasság....Misi
- Móra Ferenc: Aranyszőrű bárány....Tádé, polyák herceg
- Franz Schubert: Három a kislány....Karmester
- Peter Karvas: Éjféli mise....Gyurkó
- Brdecka: Limonádé Joe....Doug, még közönségesebb pisztolynok
- Arthur West: Tavasz....Toni

### Gyulai Várszínház
- Gyárfás Miklós: Császári futam....Marcus Aurelius
- Nemeskürty István: Szép ének a gyulai vitézekről, avagy a majdnemteljes igazság....Tegzes Lőrinc

### Pécsi Nemzeti Színház
| - Illyés Gyula:Orfeusz a felvilágban....Orbán - Illyés Gyula: Testvérek....Dózsa Gergely - William Shakespeare: A vihar....Prospero - Shakespeare: Lear király....Edmund - Gabriel García Márquez–Schwajda György: Száz év magány...Don Apolinar Moscote - Schwad–De Silva: Diákszerelem....Tom - Shakespeare: Macbeth....Macduff - Shakespeare: Tévedések vígjátéka....Syracusai Antipholus - Miguel Mihura: Három cilinder....Don Dionisio - Hernádi Gyula: Antikrisztus....Prescott - Gorkij: Ellenségek....Jakov Bardin - Hernádi Gyula: Falanszter....Peter Considerant - Illyés Gyula: Távozz tőlem angyal....A költő - Molnár Ferenc: Játék a kastélyban....Turai - Shakespeare: Titus Andronicus....Titus Andronicus - Franz Kafka: A per....Franz, a bíróság megbízottja, őr - Ábrahám Pál: Viktória....Axel Webster, a nagykövet - Strindberg: Álomjáték....Költő - Sárospataky István: Táncpestis....Vilar - Fjodor Mihajlovics Dosztojevszkij: Istvánfalva....Foma Fomics - Hernádi Gyula: Bajcsy-Zsilinszky Endre....Bajcsy-Zsilinszky Endre - Hernádi Gyula: A tolmács....Münzer Tamás, szerzetes, tolmács - Katona József: Bánk bán....Tiborc, paraszt - Mihail Bulgakov: Menekülés....Szergej Pavlovics Gloubkov - Gyárfás Miklós: Panegyricus....Janus Pannonius - Babay József: Három szegény szabólegény....Cérna Gábor - Alfonso Paso: Ön is lehet gyilkos....Julio - Szolovjev–Vitkovics: Naszreddin kalandjai....Naszreddin Hodzsa - Tabi László: Enyhítő körülmény....Tibor, tizenkilenc éves diák - Williams: Rózsák háborúja....Buckingham herceg - Viktor Rozov: Érettségi találkozó....Oleg - Williams: Tetovált rózsa....Jack - Gosztonyi János: A sziget....Kelemen - Fényes Szabolcs–Békeffi István: Rigó Jancsi....I. Albert király - Makszim Gorkij: Az anya....Ivan Veszovcsikov - James Baldwin: Ének Charlie úrért....Lorenzo - Jean-Paul Sartre: A legyek....A főpap - Johann Strauss: Mesél a bécsi erdő....Sáni, péksegéd - Goldoni: Két úr szolgája....Florindo Aretusi | - Marcel Achard: A bolond lány....Camille Sévigné - Fejes Endre: Rozsdatemető....Ervin - Müller Péter: Márta....Golda Sanyi - Alexandre Breffort: Irma, te édes....Bob - Csehov: Három nővér....Nyikolaj Lvovics Tuzenbach, báró, hadnagy - Shakespeare: III. Richárd....Sir William Catesby - Szomory Dezső: Bella....Dr. Keilits Gyula - Vampilov: A megkerült fiú....Szerafimov - Weöres Sándor: A kétfejű fenevad....Hadzsi Ibrahim, pécsi kádi - Bertolt Brecht: Koldusopera....Szomorúfűz Walter - Garai Gábor: A reformátor....Werbőczy István - Roger Vitrac: Viktor, avagy A gyerekuralom....Antal, Eszter apja - Hernádi Gyula: Dogma....IX. Pius - Molière: A nők iskolája....Arnolphe - Shakespeare: Hamlet....Claudius - Jacob Michael Reinhold Lenz: A katonák....Eisenhardt, tábori lelkész - Jordan Radicskov: Zűrzavar....Lilo - Anton Pavlovics Csehov: Cseresznyéskert....Gájev - Molière: Tartuffe....Tartuffe, álszent - Bábjátékos (Illyés Gyula: Dupla vagy semmi, azaz két életet vagy egyet sem) - Fritz Hochwälder: A közvádló....Fouquier-Tinville - Georges Feydeau: A szobalány fütyül rám....Follbraguet, fogorvos - Barna Imre: Hússaláta....Lassarus - Feydeau: A nagy szülés....Toudoux - Feydeau: Ne mászkálj meztelenül....De Jaival, újságíró - Henrik Ibsen: A tenger asszonya....Arnholm, főgimnáziumi tanár - Herczeg Ferenc: Bizánc....Konstantin császár - Lengyel Menyhért: Tájfun....Tokeramo - Brecht: Dobok és trombiták....Mr. Balance, békebíró - Friedrich Schiller: Haramiák....Moser, lelkész - Pierre Corneille: Cinna....Augustus - Nagy Magda: Hetedik....Férfi - Sárosi István: Áldozat....Lót - Georg Büchner: Leonce és Léna....Péter, Popo-birodalom királya - Hegedüs Géza: Lackner Kristóf....Lackner Kristóf - Csák Gyula: Terézia....János - Shaw: Candida....James Mavor Morell, lelkész - Hernádi Gyula: Hagyaték....Démoszthenész |

### Szolnoki Szigligeti Színház
| - Shakespeare: A velencei kalmár....Öreg Gobbo, Lanzelo apja - Shakespeare: Rómeó és Júlia....Lőrinc barát - Csehov: Cseresznyéskert....Firsz, az öreg belső inas - Lázár Ervin: A kisfiú meg az oroszlánok....Dr. Kassai - Samuel Beckett: Godot-ra várva....Lucky - Shakespeare: IV. Henrik....Balga - Albert Camus: A félreértés....Öreg szolgáló - Márton László: Carmen....Utazó - Schwajda György: Ballada a 30l-es parcella bolondjáról....A bolond barátja - Nagy Karola: C. kisasszony szenvedélye....Karl Friedrich Valotty - Molnár Ferenc: Az üvegcipő....Sípos - Edward Bond: Balhé....Harry, Pam apja - Szinetár György: Fogad 3-5-ig....Gézuka - Jevgenyij Svarc: Hókirálynő....Herceg úrfi - Gáspár Margit: Hamletnek nincs igaza....Gabi, Anna fia - John Boynton Priestley: Ma reggel születtem....Dr. Grenock, orvos - Shakespeare: Ahogy tetszik....Jaques - Henrik Ibsen: A vadkacsa....Ekdal - William Shakespeare: Lear király....Bolond, Lear kíséretében - Kálmán Imre: A montmartre-i ibolya....Henry, a költő - Fényes Samu: Mátyás....Corvin János, Mátyás fia | - Ödön von Horváth: Kasimir és Karoline....Speer - Carlo Goldoni: A chioggiai csetepaté....Vicenzo, halászmester - Neil Simon: A napsugár fiúk....Al Lewis - Móricz Zsigmond: Úri muri....Zsellyei Balogh Ábel, az ezredes - Offenbach: Szép Heléna....Agamemnon, királyok királya - Michel de Ghelderode: A titok kapujában....Jean Jacques - Homérosz: Odüsseia - Szigligeti Ede: Liliomfi....Liliomfi, vándorszínész - Gábor Andor: Dollárpapa....Hoffmann Tamás - Németh László: Bodnárné....Intéző - Eisemann Mihály–Nóti Károly–Zágon István: Hippolyt, a lakáj....Makáts főtanácsos - Arisztophanész: Lüszisztráté....Hippohondrosz - Szőcs Géza: Passió - Shakespeare: Sok hűhó semmiért....Leonato, Messina kormányzója - Emily Brontë–Schwajda György: Üvöltő szelek....Az öreg Earnshaw - Shakespeare: Szentivánéji álom....Vackor, ács - Joseph Stein: Hegedűs a háztetőn....Csendbiztos - Szirmai Albert–Bakonyi Károly–Gábor Andor: Mágnás Miska....Korláthy |

### Merlin Színház
- Paul Claudel: A kezes....Badilon
- Az angyali üdvözlet

### Thália Színház
- John Osborne: Redl....Von Möhl, alezredes
- Fejes Endre: Rozsdatemető....Reich bácsi
- Ödön von Horváth: Figaro válik....Antonio, kertész

### Művész Színház
- Molière: Tudós nők....Chrysale, módos polgár
- Sastre: A szájkosár....Idegen
- Bertolt Brecht: Koldusopera....Szomorúfűz Walter
- Emily Brontë: Üvöltő szelek....Joseph, öreg szolga

## Filmjei

### Játékfilmek
- Szarvassá vált fiúk (1973)
- Anyám könnyű álmot ígér (1979)
- Sánta dervis (1987)
- Kínai védelem (színes mb. magyar-német-román film (1999) (A film a Soch-i Nemzetközi Filmfesztiválon elnyerte a legjobb férfiszereplő díját, Győry Emil személyében)
- Ennyiből ennyi (Erdély, 1990)
- Balekok és banditák (1997)
- Jurij (2001)
- Ennyiből ennyi (2001)
- Sacra Corona (2001)

### Tévéfilmek
- Szeptember végén (1973)
- Használt koporsó (1979)
- Kaptam-csaptam (1980)
- Petőfi 1-6. (1980)
- Prolifilm (1980)
- Atomzsarolás (1982)
- Zürichi páncélterem (1985)
- Egy államférfi vallomásai (1989)
- Privát kopó (1992)
- Kis Romulusz (1993)

## Díjai
- Jászai Mari-díj (1974)[3]
- Érdemes művész (1980)[3]
- Bodex-gyűrű (1992) (a társulat szavazása alapján)
- Pécsett is elnyerte a gyűrűt, amellyel a társulat jutalmazza a legjobb teljesítményt nyújtó színészt.

## Külső hivatkozások
- Győry Emil a PORT.hu-n (magyarul)
- Győry Emil az Internetes Szinkronadatbázisban (magyarul)
- Győry Emil az Internet Movie Database-ben (angolul)
- A Művész Színház (1993-1995)
- Győry Emil az Internet Movie Database oldalon (angolul)